# 趙文傑
趙文傑（15世紀—16世紀），字士英，人稱桂窩先生，四川成都府內江縣人，明朝政治人物。

## 生平
趙文傑個性正直，甘貧嗜學，是成化二十二年（1486年）的舉人，授武功訓導，獎勵可教者，懲戒怠慢者，楊一清督學關中，建立綠野書院讓他主理，弘治十六年（1503年）改任雲夢知縣，為政簡嚴，公庭寧靜，每天拿取古今書籍與四書同意義句子作條注，人們說：「吏役無事，作四書注意。」一年後縣內有悍民以聲勢為非作歹，讓其兒子入署賀歲，他憤怒的說：「捐輸糧食的例官猶可這樣，人民僭越士禮與官府對抗怎可饒恕？」立即囚禁對方，悍民傾資報復，令他被罷官，事情在七十多年後才證實他的清白，入祀名宦祠。
孫子嘉靖十四年進士趙貞吉官至禮部尚書兼文淵閣大學士，他亦得追贈為禮部尚書，葬在凌雲山。

## 引用
1. 1 2  光緒《內江縣志·卷六·人文志》：趙文傑 字士英，性方正，甘貧嗜學，從里中高東崖受春秋，舉成化丙午鄉試，授武功訓導，察諸生可教者奬勸之，敢慢者懲戒不貸也，時楊邃庵督學關中，創綠野書院俾文傑領其事，益自砥礪多所成，就康修撰海其最著者，遷雲夢知縣，縣有悍民，文傑力竄之，後竟為其黨所排解官歸，惟訓迪子孫，其詩文皆自明己志，不拘程度，九十後猶作細字，與高司徒厚善，謂之曰：「手足百骸，俱非昔比，只奉其心，一事不異少日也。」壽終，世稱桂窩先生，孫為文肅公，舊志列師儒。
2. ↑  道光《武功縣志·卷二》：趙文傑，字士英，內江人，性直遂罔計，而甘貧嗜學，寒暑顛沛不少易也，初來時察諸生皆可教，乃殫盡心力，敢後者則痛撻之，諸生方喜恣縱自得，故亦多私怨謾趙先生者，趙先生乃不嫌其怨謾，已顧督責益嚴，時邃庵先生以綠野書院新成，士就學者日廣，方遴擇學官，知無如趙先生者，於是以趙先生主綠野書院，趙先生益自砥礪，故諸生至今能趨向於學焉。滸西子曰：「昔余為諸生時，趙先生顧獨愛余，特厚為責索，余時視科舉績學若秋毫浮煙，以趙先生為厲己也，或數梗之，趙先生乃遂讎視余，而余亦數年不直趙先生，然趙先生意在研精覃思，以成余之恢廓也。顧予卒戾其指意，今夷思其行事，默數其所恒覩，其何能彷彿趙先生，孟子曰：『執德不回，非以千祿。』蓋趙先生之謂矣。」後趙先生遷雲夢知縣，有悍民趙先生力竄徙之，後竟以其黨所陷罷去，此故成敗之際，何可論趙先生也。
3. ↑  光緒《雲夢縣志略·卷六·職官》：趙文傑，字士英，內江人，性直遂罔計利害，甘貧嗜學，初為武功縣訓導，殫盡心力，教諸生不避嫌怨，康對山武功志曰：「執德不回，非以干祿，趙先生之謂矣。」遷雲夢知縣，宏治十六年任，簡嚴為治，公庭闃寂，日取四書作注意，注意者如論學時習，即取古今之書與為學，時習同意者條而注之，縣中人語曰：「六房無事，作四書注意。」居一年有悍民欲藉聲勢魚肉鄉里，隨某子甲入署賀歲，文傑怒曰：「輸粟例官猶可言也，民僭士禮與官抗可恕乎？」即械繫之，悍民傾貲為報復計，坐是論罷，後七十餘年蜀人鄧某觀察荊楚，始白其事。 祀名宦祠
4. ↑  光緒《德安府志·卷十·職官下》：趙文傑，字士英，內江人，性直遂罔計利害，甘貧嗜學，初為武功縣訓導，教諸生不避嫌怨，宏治十六年遷雲夢知縣，簡嚴為治，公庭闃寂，日取四書作注意 取古今之書與四書同意者條注之，是謂注意 ，居一年有旱民欲籍聲勢魚肉鄉里，隨子某甲入署賀歲，文傑怒曰：「輸粟例官猶可言也，民僭士禮與官抗可恕乎？」即械繫之，悍民傾貲為報復計，坐是論罷，後七十餘年蜀人鄧某觀察荊楚始白其事，祀名宦祠。 《雲夢縣志》
5. ↑  光緒《內江縣志·卷五·宦達》：明……贈禮部尚書前雲夢縣令趙文傑士英 墓在縣西